# Ту Харборс (Минесота)
Ту Харборс (енгл. Two Harbors) град је у америчкој савезној држави Минесота.

## Демографија
По попису из 2010. године број становника је 3.745, што је 132 (3,7%) становника више него 2000. године.
| Група             | 2000.         | 2010.         |
| Белци             | 3.529 (97,7%) | 3.616 (96,6%) |
| Афроамериканци    | 2 (0,1%)      | 8 (0,2%)      |
| Азијати           | 4 (0,1%)      | 9 (0,2%)      |
| Хиспаноамериканци | 22 (0,6%)     | 37 (1,0%)     |
| Укупно            | 3.613         | 3.745         |